# Smaragdsteeltjes-orde
De smaragdsteeltjes-orde (Barbuletalia) is een orde uit de smaragdsteeltjes-klasse (Psoretea decipientis).

## Naamgeving en codering
| Barbuletalia unguiculatae Von Hübschmann 1960 |

- Syntaxoncode voor Nederland (rVvN): r61A

De wetenschappelijke naam Barbuletalia is afgeleid van de botanische naam van smaragdsteeltje (Barbula).

## Onderliggende syntaxa in Nederland
De smaragdsteeltjes-orde wordt in Nederland vertegenwoordigd door slechts één verbond met vier onderliggende associaties.
- - knopmos-verbond (Phasion)
    - smaragdsteeltjes-associatie (Barbuletum convolutae)
    - kleigreppelmos-associatie (Dicranelletum variae)
    - kleimos-associatie (Tortuletum trunctatae)
    - parelmos-associatie (Weissietum controversae)

## Fotogalerij

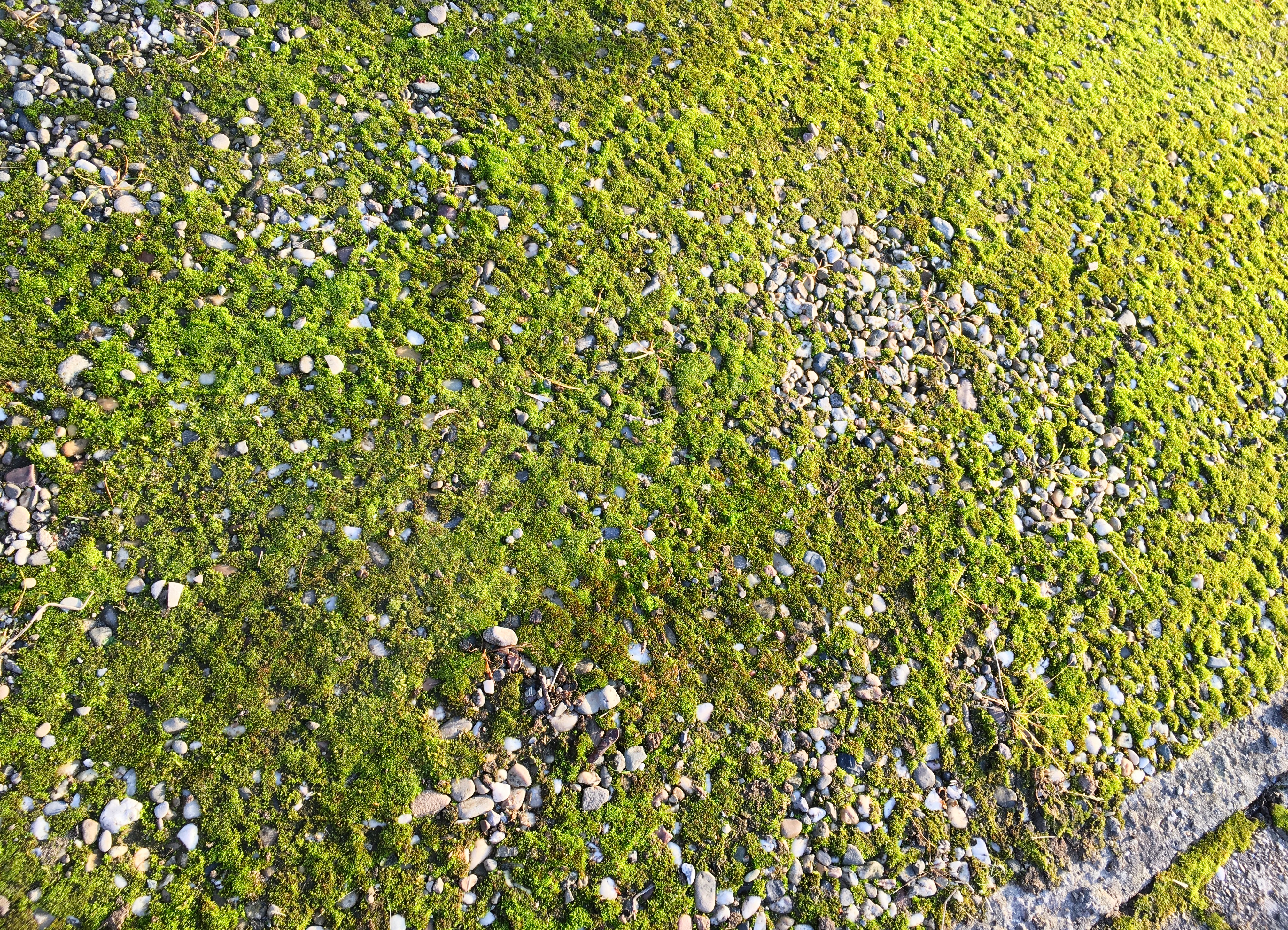
Typische subassociatie van de smaragdsteeltjes-associatie
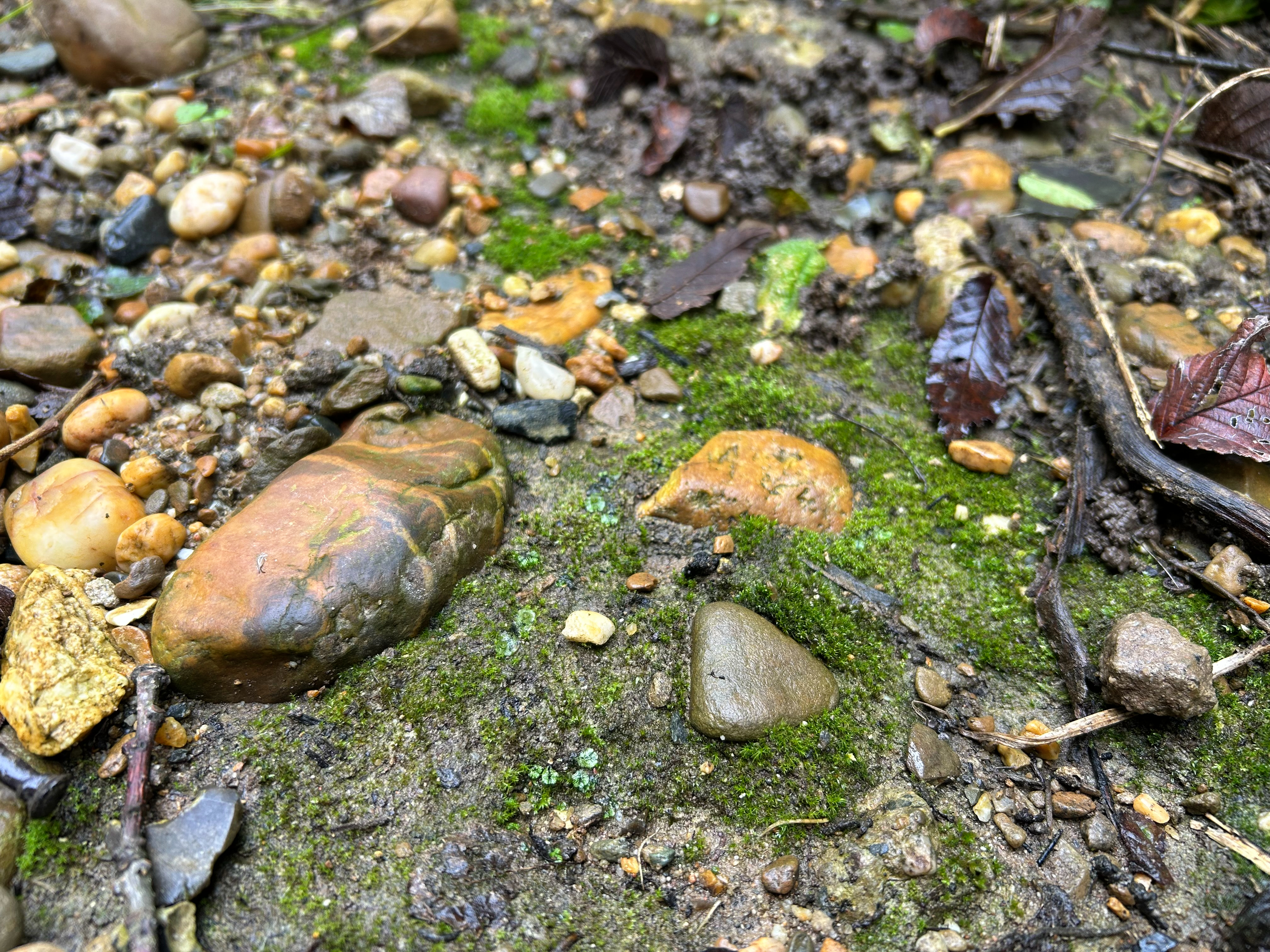
De kleigreppelmos-associatie aan de rand van een grindpad
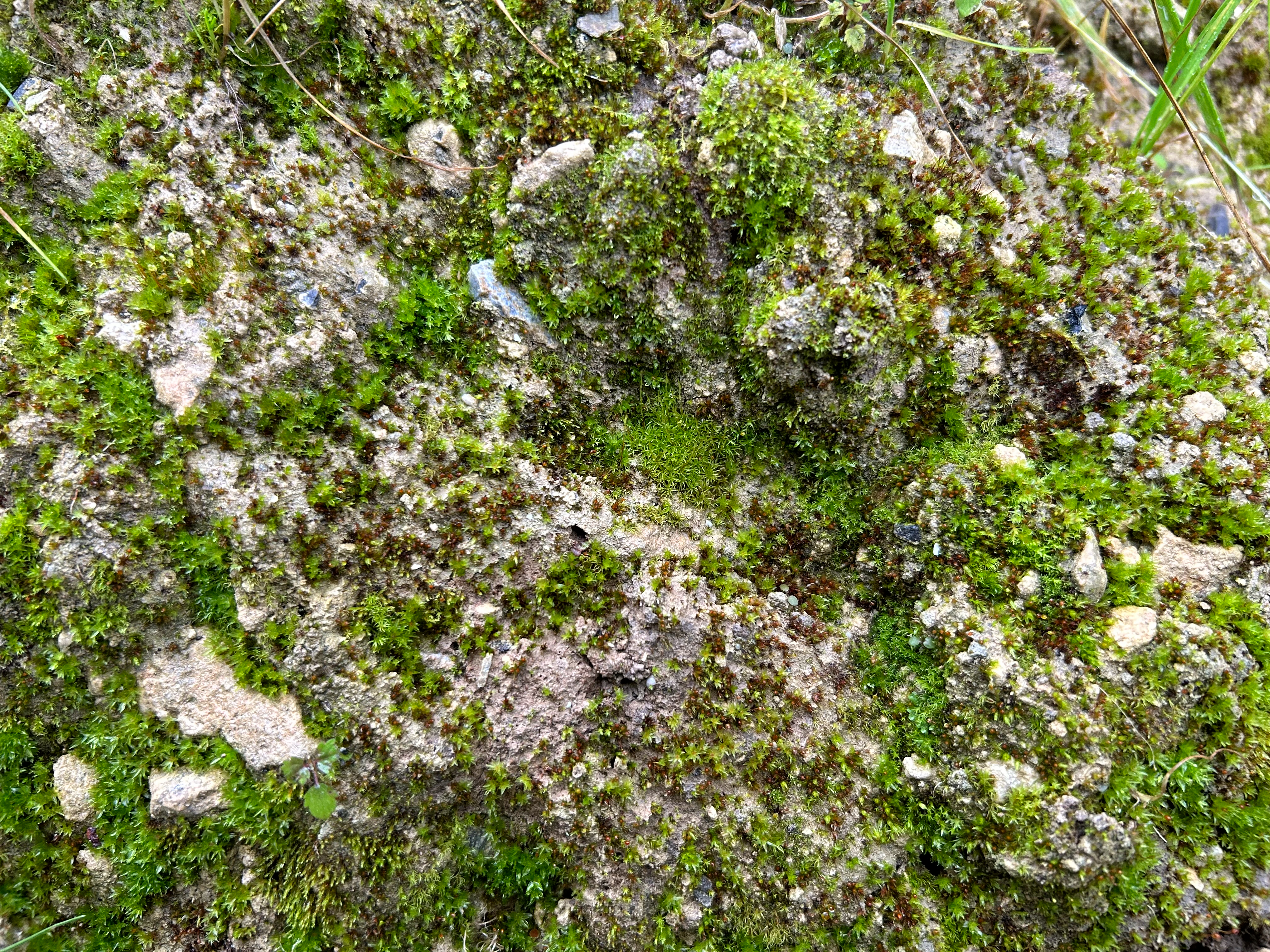
De kleimos-associatie